# Missionarie di Gesù Ostia
Le Missionarie di Gesù Ostia (in spagnolo Misioneras de Jesús Hostia) sono un istituto religioso femminile di diritto pontificio: i membri di questa congregazione pospongono al loro nome la sigla M.J.H.

## Storia
La congregazione fu fondata il 22 dicembre 1958 a Tepic da María de los Dolores Torres López.
L'istituto fu approvato come pia unione da Anastasio Hurtado y Robles, vescovo di Tepic, il 15 settembre 1962; nel 1970 la casa-madre e il noviziato si trasferirono a Durango e l'8 febbraio 1973 il vescovo del luogo, Antonio López Aviña, eresse la pia unione in congregazione religiosa.

## Attività e diffusione
Le suore si dedicano all'apostolato nelle missioni estere e nelle zone rurali, al lavoro nelle opere diocesane secondo le richieste dei vescovi, al servizio nelle parrocchie (cura delle chiese, catechesi, segreteria).
Oltre che in Messico, sono presenti in Italia ed Ecuador; la sede generalizia è a Naucalpan de Juárez.
Alla fine del 2008 la congregazione contava 103 religiose in 19 case.